# 7924 Simbirsk
A 7924 Simbirsk (ideiglenes jelöléssel 1986 PW4) a Naprendszer kisbolygóövében található aszteroida. Nyikolaj Sztyepanovics Csernih és  Ljudmila Ivanovna Csernih fedezte fel 1986. augusztus 6-án.